# Kai Schmalenbach

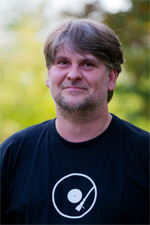
Kai Schmalenbach

Kai Schmalenbach (* 26. März 1970 in Ahlen) ist ein deutscher Politiker der Piratenpartei. Er war nach den Landtagswahlen 2012 bis 2017 Mitglied im Nordrhein-Westfälischen Landtag.
Schmalenbach machte 1987 seine mittlere Reife. Er begann eine Ausbildung zum Energieelektroniker, die er 1991 abschloss. Zwischen 1991 und 1997 arbeitete er in diesem Beruf, ab 1997 bis 2001 war er Betriebselektriker. Darauf folgte dann bis 2012 eine Stelle als Systemadministrator.
Im Juni 2009 wurde Schmalenbach Mitglied der Piratenpartei. Er war von 2011 bis 2012 zweiter Vorsitzender des Landesverbands NRW und trat bei der Landtagswahl in Nordrhein-Westfalen 2010 im Landtagswahlkreis Düsseldorf I als Direktkandidat an, wobei er 1,9 % der Erststimmen erhielt. Bei der Landtagswahl 2010 war er auf Platz 29 der Landesliste, bei der Landtagswahl 2012 zog er über den Listenplatz 14 in den Landtag ein. Mit dem Ausscheiden der Piratenpartei aus dem Landtag nach der Landtagswahl in Nordrhein-Westfalen 2017 verlor er sein Mandat.